# مهرجان أرجونجو لصيد الأسماك

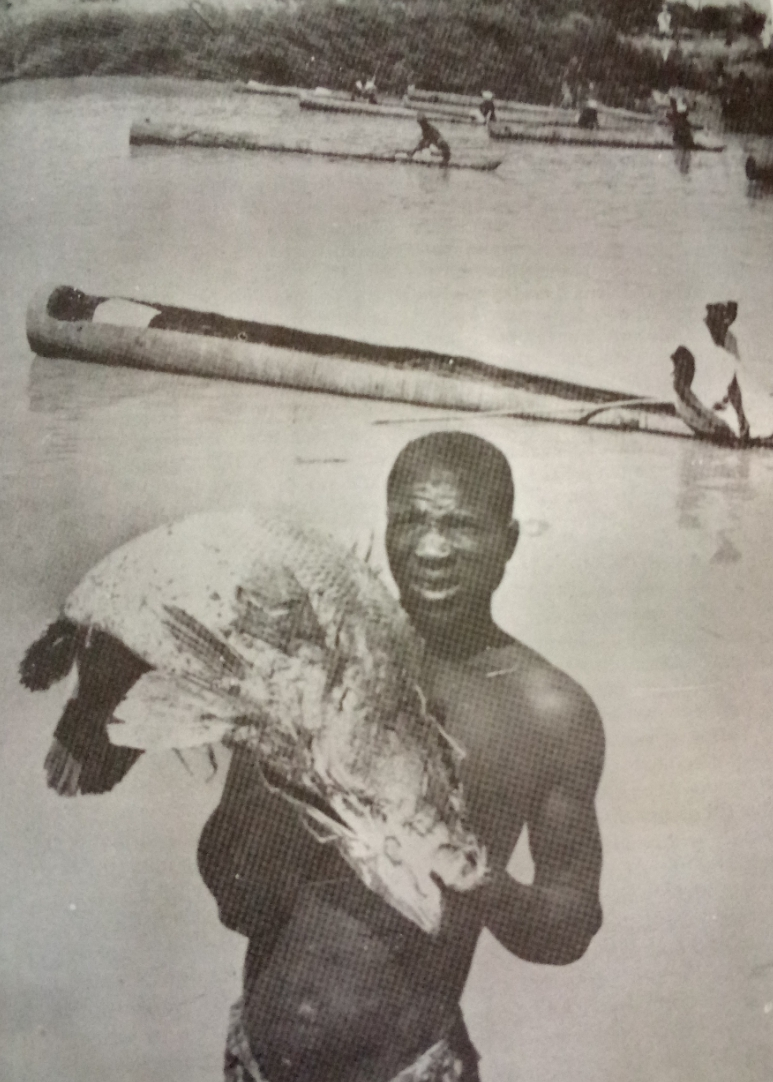
رجل يصطاد سمكة من النهر.

مهرجان أرجونجو لصيد الأسماك أو مهرجان أرجونجو للرقص هو مهرجان سنوي مدته أربعة أيام في ولاية كيبي والولايات الشمالية الأخرى مثل النيجر في الجزء الشمالي الغربي من شمال نيجيريا. تتكون المنطقة من مناطق نهرية خصبة (ماتانفادا، مالا مع الكثير من الري والبساتين (لامبو في الهوسا). غالبية السكان هم من الصيادين الذين يمارسون دين إيسلا. لديهم أيضًا متحف كانتا. المتحف هو المتحف التاريخي الرئيسي مركز في أرجونجو للزوار من جميع أنحاء العالم. يسافر الناس من جميع أنحاء العالم إلى أرجونجو لمشاهدة هذه المناسبة فقط. الغرض الرئيسي من مهرجان أرجونجو لصيد الأسماك هو صيد الأسماك والوحدة. وعادة ما يكون المهرجان حدثًا ثقافيًا مدته 4 أيام.[

## التاريخ

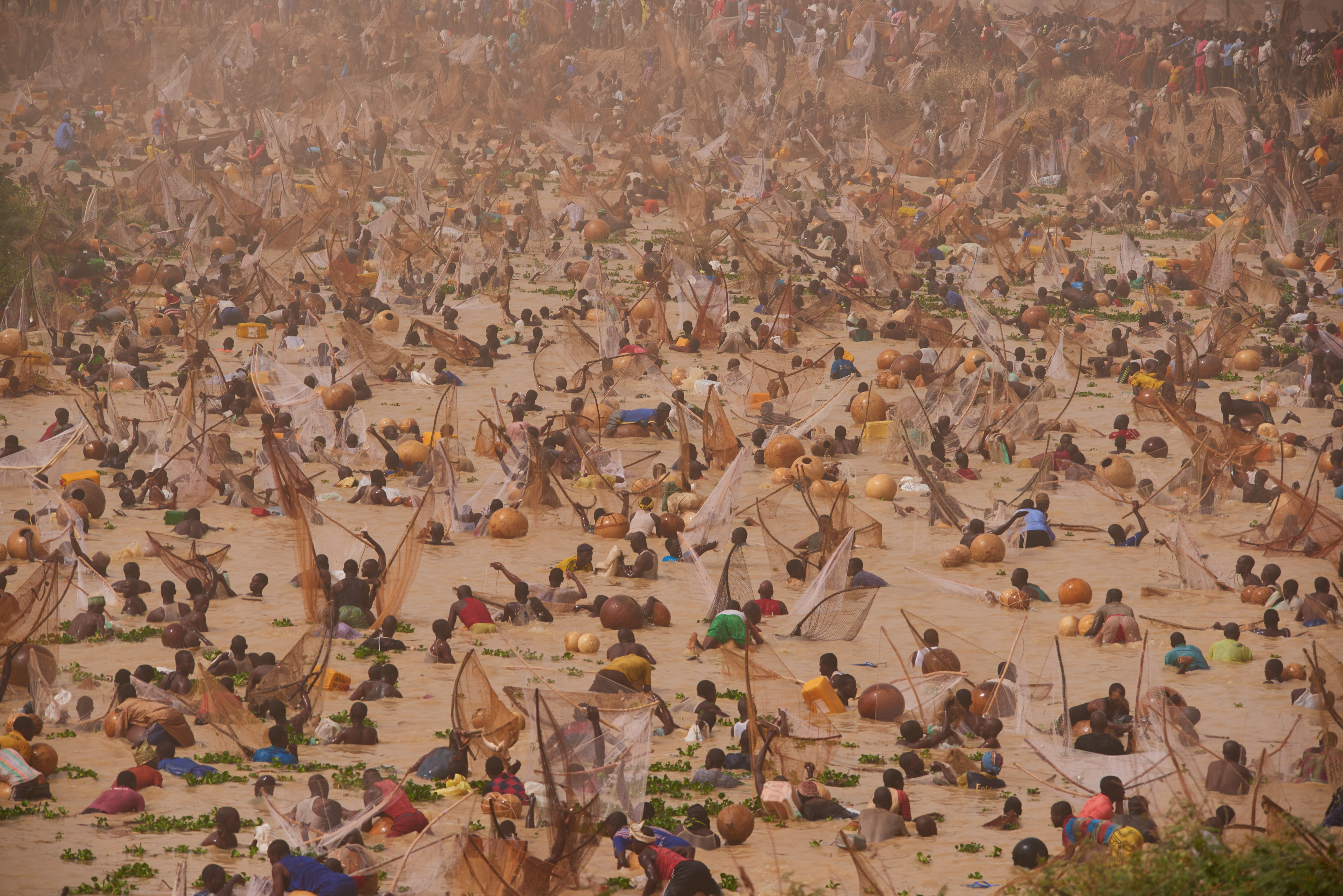
مهرجان أرجونجو لصيد الأسماك

بدأ المهرجان في عام 1934، كعلامة على نهاية العداء الذي دام قرونًا بين خلافة سوكوتو ومملكة كيبي. وقد أحدث هذا المهرجان تقدماً هائلاً في تنمية الولاية ككل.
يطلق عليه عادة مهرجان جنون الصيد. ويتم الاحتفال بالمهرجان بمناسبة بداية موسم الصيد في أرجونجو، وهي بلدة تقع على ضفاف النهر في ولاية كيبي. يتم الاحتفال به بين شهري فبراير ومارس من كل عام.
في عام 2005، كان وزن السمكة الفائزة 75 كجم، واحتاجت إلى أربعة رجال لرفعها على الميزان. في عام 2006، حظر المهرجان صيد الأسماك بسبب مخاوف تتعلق بالسلامة بسبب انخفاض منسوب المياه. أدت أهمية المهرجان بالنسبة للاقتصاد إلى قيام الحكومة بالحفاظ على المخزون السمكي من خلال حظر استخدام الشباك الخيشومية والشباك المصبوبة. تعرض مشروع زورو بولدر، وهو مخطط للري في السهول الفيضية لنهر ريما إلى الجنوب من أرجونجو، لانتقادات لأن الخزان يهدد بإغراق الموقع التقليدي للمهرجان.
وتشمل الأنشطة:
- عرض الحرف
- سباقات الزوارق[10]
- المعارض الزراعية
- الأنشطة الثقافية
- مباريات المصارعة [4]
- العروض الموسيقية
- غزو الصيد الكبير
- مسابقة السباحة [11]

## المسابقة
On the final day of the festival, a وفي اليوم الأخير من المهرجان، تقام مسابقة يصطف فيها آلاف الرجال على طول النهر وعند سماع صوت طلقة نارية، يقفزون جميعهم في النهر وأمامهم ساعة لاصطياد أكبر سمكة. يمكن للفائز أن يحصل على ما يصل إلى 7500 دولار أمريكي. يُسمح للمنافسين فقط باستخدام أدوات الصيد التقليدية ويفضل الكثيرون صيد الأسماك يدويًا بالكامل (وهي ممارسة شائعة أيضًا في أماكن أخرى وتعرف باسم "المعكرونة") لإثبات براعتهم..[بحاجة لمصدر]
الغرض: للمهرجان أغراض عديدة منها: صيد الأسماك، وتعزيز الوحدة، والمرح، والترفيه.

## مهرجان أرجونجو لصيد الأسماك 2020

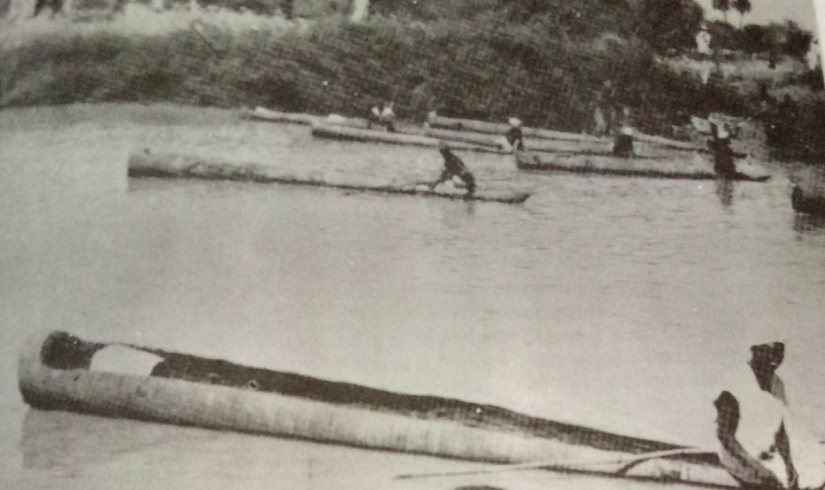
الصيادين في الزوارق.

In the 2020 Argungu Fishing Festival, the individual who caught the biggest fish في مهرجان أرجونجو لصيد الأسماك لعام 2020، حصل الشخص الذي اصطاد أكبر سمكة تزن حوالي 78 كيلوجرامًا على 10 ملايين نيرة، كما تم منح سيارتين جديدتين ومقعدين للحج، كما تم منح المركز الثاني والمركز الثالث.
شارك أكثر من 50000 صياد في المهرجان السنوي الذي أقيم في ولاية كيبي، وتم تصنيف الفائزين على أساس وزن الأسماك التي تم صيدها. زار رئيس نيجيريا محمد بوهاري مهرجان أرجونجو لصيد الأسماك لعام 2020. وكان المهرجان في عام 2020 هو النسخة الستين بعد 10 سنوات من تعليقه وفقًا لحاكم الولاية أبو بكر باجودو.

## روابط خارجية
- Festival website
- BBC Gallery

12°44′55.100″N 4°32′17.599″E / 12.74863889°N 4.53822194°E